# Dabru Emet
Dabru Emet (hebr. דברו אמת: "Powiedz prawdę") – dokument na temat relacji między wiarą żydowską a chrześcijańską, podpisany w 2000 r. przez ponad 220 rabinów i intelektualistów żydowskich.
Dabru Emet został opublikowany 10 września 2000 w New York Times. Był używany w żydowskich programach edukacyjnych na terenie USA.
Dokument stwierdza, że chociaż istnieją teologiczne różnice pomiędzy tymi dwiema religiami, należy ukazać ich wspólny grunt oraz zasadność chrześcijaństwa z perspektywy żydowskiej. Dokument porusza osiem głównych tematów:
1. Żydzi i chrześcijanie czczą tego samego Boga.
2. Żydzi i chrześcijanie czerpią swe nauki z tej samej księgi.
3. Chrześcijanie mogą uszanować żądanie Żydów do ziemi izraelskiej.
4. Żydzi i chrześcijanie akceptują wspólnie zasady moralne Tory
5. Nazizm nie jest zjawiskiem chrześcijańskim.
6. Kontrowersje między żydami i chrześcijanami nie będą rozstrzygnięte dopóki Bóg nie przyjdzie na ziemię, jak obiecał w Pismach, i nikt nie może czuć się przymuszony by przyjąć inną wiarę.
7. Nowa relacja między żydami a chrześcijanami nie osłabi praktyki judaizmu.
8. Żydzi i chrześcijanie powinni razem pracować na rzecz sprawiedliwości i pokoju.